# Carlos Silva Freire
Carlos Miguel Lopes da Silva Freire (* 29. September 1907 in Lissabon; † 10. November 1961 in Chitado. Angola) war ein portugiesischer General.

## Werdegang
Silva Freire ging im Mai 1961 als Nachfolger von General Monteiro Libório im Amt des Militärkommandanten nach Angola. Er war Oberbefehlshaber der dort stationierten Streitkräfte Portugals und leitete Operationen während des Kolonialkrieges.

## Ehrungen
Im Juni 1971 wurde nach ihm eine Straße in der Freguesia Olivais der portugiesischen Hauptstadt Lissabon benannt.

## Quelle
- Toponímia de Lisboa

| Personendaten    | Personendaten                                             |
| ---------------- | --------------------------------------------------------- |
| NAME             | Freire, Carlos Silva                                      |
| ALTERNATIVNAMEN  | Freire, Carlos Miguel Lopes da Silva (vollständiger Name) |
| KURZBESCHREIBUNG | portugiesischer General                                   |
| GEBURTSDATUM     | 29. September 1907                                        |
| GEBURTSORT       | Lissabon, Portugal                                        |
| STERBEDATUM      | 10. November 1961                                         |
| STERBEORT        | Chitado, Angola, Portugiesisches Kolonialreich            |